# Contea di Brooks (Georgia)
La contea di Brooks (in inglese Brooks County) è una contea dello Stato della Georgia, negli Stati Uniti. La popolazione al censimento del 2000 era di 16 450 abitanti. Il capoluogo di contea è Quitman.